# Cimitero di Piacenza
Il cimitero di Piacenza  si trova in via Caorsana, all'interno della zona industriale.

## I progetti
Il cimitero di Piacenza, nel corso degli anni ha subito parecchie modifiche strutturali, rendendolo, oggi, un organismo costruttivo complesso.

### I primi progetti
L'architetto Lotario Tomba curò la realizzazione del primo progetto, fra il 1819 e il 1821, costruendo il primo nucleo del camposanto, dalla forma quadrangolare, chiudendosi in un emiciclo.
Nel 1873, dietro l'emiciclo si costruì un secondo campo quadrangolare, mentre nel 1906 si procedette all'annessione di un terzo campo quadrangolare, posto alla sinistra del primo nucleo.

### I progetti del novecento
Nel 1921 si costruì la quarta area a destra del primo nucleo, dopo il secondo dopoguerra si aggiunsero altri 2 campi, seguiti dalla repimetrazione generale e dalla costruzione di nuclei fabbricati.

### L'ultimo progetto
Nel 2007 fu realizzato il settimo reparto, dalla superficie totale di 15000 m², eliminando le barriere architettoniche.
Oggi il complesso occupa una superficie di 110000 m².